# Panagiotis Panagopoulos
Panagiotis Panagopoulos (en grec: Παναγιώτης Παναγόπουλος; 15 d'agost de 1916 - 1999) va ser un jugador d'escacs grec, una vegada guanyador del campionat grec d'escacs (1957).

## Resultats destacats en competició
A la dècada de 1950 Panayotis Panagopoulos era un dels principals jugadors d'escacs grecs. El 1957, va guanyar el campionat grec d'escacs.
Panayotis Panagopoulos va jugar representant Grècia a les Olimpíades d'escacs següents:
- El 1950, al segon tauler a la 9a Olimpíada d'escacs a Dubrovnik (+0, =2, -10),
- El 1954, al tercer tauler a l'11a Olimpíada d'escacs a Amsterdam (+5, =7, -6),
- El 1958, al tercer tauler a la 13a Olimpíada d'escacs a Múnic (+4, =5, -7).